# Експериментальний скафандр СКВ

Вхід космонавта в напівтвердий скафандр класичної схеми

Експериментальний скафандр СКВ (рос. "скафандр для «выхода») — експериментальний радянський напівтвердий скафандр для перебування за межами космічного корабля.

## Історія створення

### Початок робіт
Відповідно до постанови уряду від 23 червня 1960 року «Про створення потужних ракет-носіїв, супутників, космічних кораблів і освоєння космічного простору в 1960—67 рр..» в НПП «Зірка» під керівництвом С. М. Алексєєва були розпочаті роботи по створенню скафандрів для позакорабельної діяльності.
У цей же період почалося проектування скафандрів «Кречет» і «Орлан» для польоту на Місяць та виходу на його поверхню, що став прототипом сучасних скафандрів «Орлан» для довготривалих орбітальних космічних станцій.
Проектно-конструкторські опрацювання щодо створення експериментального скафандра для ВКД були розпочаті на заводі № 918 на основі Постанови уряду від 23 червня I960 р. «Про створення потужних ракет-носіїв, супутників, космічних кораблів й освоєння космічного простору в 1960—67 рр..». Для виконання цієї роботи на заводі № 918 (НПП «Зірка») була відкрита спеціальна тема й під керівництвом С. М. Алексєєва були розпочаті роботи по створенню скафандрів для позакорабельної діяльності. Згідно з даною Постановою і наступним наказом МАП термін закінчення роботи (випуск ескізного проекту) був встановлений на 1965 рік.
У квітні 1961 року виконуючим обов'язки провідного конструктора по даній роботі був призначений начальник конструкторської бригади А. Ю. Стоклицкий. Опрацювання СОЖ для цього скафандра проводилася під керівництвом І. П. Абрамова.
Впродовж 1961 року проводилася робота з визначення та уточнення вихідних даних для проектування скафандра і його систем, і потім почалася опрацювання технічного завдання, проект якого був отриманий від ОКБ-1 (головного розробника проекту орбітальної важкої станції-супутника), у грудні 1961 р. "Цим завданням визначалися час роботи в скафандрі 4:00 автономно і 8 годин при життєзабезпеченні від борту, максимальна маса СК не більше 85 кг час одягання не більше 5—10 хвилин. Скафандр повинен був комплектуватися установкою для переміщення і маневрування космонавта у відкритому космосі (УПМК).
Досвід створення СОЖ скафандрів НВП «Зірка», що існував до цього часу показав, що найбільш повно поставленим вимогам відповідає замкнута система регенераційного типу.
Був виконаний попередній тепловий розрахунок скафандра і агрегатів СОЖ і розпочато проектування стендів для випробувань скафандра і його систем. Спроектовані і виготовлені стенд для дослідження напруженого стану м'яких матеріалів оболонки і установка для визначення їх термічного опору, стенд для дослідження м'яких шарнірів скафандра.
У зв'язку з необхідністю вирішення ряду абсолютно нових питань, по яким на НВП «Зірка» не було досвіду роботи, до їх вирішення був притягнутий ряд суміжних організацій.
Почалася розробка ТЗ для них, і зокрема:
- оцінка захисту від радіації і метеоритів;
- дослідження та підбору матеріалів для скафандра:
- визначення систем електро- та радіопристроїв;
- Щодо створення поглиначів СО2 і шкідливих домішок;
- Щодо створення елементів УПМК й ін.

До створення кисневого обладнання була традиційно залучена організація СКБ-КДА (м. Орєхово-Зуєво). У 1962 році головна увага була приділена вибору оптимальної конструктивної схеми скафандра й проблемі його рухливості.

### Початок проектування
Вивчення особливостей й умов майбутньої експлуатації скафандра для виходу з орбітальної станції, аналіз наявної в той час літератури (публікації в американській пресі по конструкції і дослідженням скафандрів, роботи Германа Оберта), а також накопичений на НВП «Зірка» майже десятирічний (З 1952 року) досвід проектування, виготовлення, випробувань та експлуатації авіаційних скафандрів підказував, що застосування для роботи за межами космічного корабля скафандра класичної на той час схеми (м'який скафандр плюс знімний ранець із системою життєзабезпечення), не є оптимальним рішенням.
Серед основних недоліків цієї схеми можна назвати такі, як істотна різниця в розмірах і формі корпусу скафандра за відсутності і наявності надлишкового тиску, складність надягання-зняття й герметизації оболонки, подовження] (так зване «виростання») скафандра при створенні надлишкового тиску за рахунок деформації тканини і спотворення форми оболонки, обмежений діапазон регулювання корпусу за розмірами людини, необхідність і складність експлуатації прив'язний системи ранця, наявність зовнішніх комунікацій між скафандром і ранцем, складність розміщення органів управління на м'якій оболонці корпусу.
Більш вдалою представлялася конструктивна схема скафандра з жорстким корпусом, у який «вбудована» система життєзабезпечення з органами контролю та управління, а рукави з рукавичками і оболонки ніг виконані з м'яких матеріалів. Враховуючи, що НПП «Зірка» вже мала великий досвід по розробці скафандрів «М'якого» типу, було вирішено головну увагу на початковому етапі приділити розробці оптимального варіанта схеми СК з жорстким корпусом. Відомі по літературі проекти жорсткого скафандра фірми Литтон (США) і згаданого професора Германа Оберта не задовольняли поставленому завданню.
Впродовж 1962 був розроблений і виготовлений перший макет, на якому були визначені в основному форма і габарити жорсткого корпусу, у тому числі розташування й розміри вхідного люка, були виготовлені кілька варіантів шарнірів, як жорстких, так і м'яких, основні фрагменти м'яких частин оболонки, розпочаті їх випробування.
Крім робіт з оболонці скафандра проводилася розробка системи забезпечення життєдіяльності та окремих її компонентів. Був проведений аналізможливих схем автономної СОЖ, що відрізняються способами зняття тепла з особи (вентиляційним газом або за допомогою костюма водяного охолодження), побудниками циркуляції газу в скафандрі (вентилятор або інжектор), типом поглиначів вуглекислоти (регенерованої або регенеруючої речовини) і т. д.
У результаті для подальшого відпрацювання була прийнята замкнута схема СОЖ, що мала 3 основних контури:
- Контур забезпечення подачі кисню для дихання і компенсації витоків;
- Контур вентиляції підскафандрового простору з метою виносу вологи і вуглекислоти, а також частини метаболічного тепла;
- Контур охолодження, що включає випарний теплообмінний водяній насос, водяний ресивер і костюм водяного охолодження.

Спільно з суміжними організаціями розроблявся і проходив експериментальну відпрацювання ряд агрегатів АСОЖ: вентилятор, поглинальний патрон, кисневий прилад та інші. Кисневий прилад забезпечував постійну подачу кисню в скафандр у кількості штатно 1,5 нл/хв в аварійному випадку 24,5 нл/хв. Була передбачена можливість перевірки герметичності та родувки СК.
Був розроблений випарний теплообмінник із заповненням міжтрубного простору блоками пенополнвінілформаля (ПЗФ) і з клапаном випуску пари, який підтримував у зоні ПВФ абсолютний тиск порядку б мм рт. ст. При виході з ладу вентилятора за рахунок падіння напору автоматично включався інжектор, який при витраті кисню близько 3 нл/хв забезпечував вентиляцію шолома об'ємом 40 л/хв, що було достатньо для винесення вуглекислоти.
По ТЗ НВП «Зірка» спеціальне конструкторське бюро Аналітичного приладобудування (СКБ-АП) розробляло вимірювальний комплекс, який забезпечував контроль за телеметрії вмісту в скафандрі кисню і С02, відносної вологості, витрати вентилюючого газу, температури газу і температури в двох точках поверхні СК.
Передбачалося мати у складі скафандра електрорадіобладнання яке, крім звичайних функцій, забезпечувало б пеленгацію космонавта з корабля (У комплекті з бортовим устаткуванням). У 1963 році була остаточно затверджена конструктивна схема оболонки скафандра СКВ: жорсткий корпус, виконаний заодно з шоломом і має наспинний вхідний люк. кришкою якого служив ранець з агрегатами СОЖ, і м'які оболонки кінцівок. Згодом такий тип скафандра (жорсткий корпус й м'які оболонки кінцівок) дива називати напівжорстким.
Слід зазначити, що запропонована унікальна схема входу в скафандр виявилася вельми вдалою, що дозволило різко спростити процес надягання скафандра. Ця конструкція використовується в усіх російських скафандрах напівжорсткого типу до теперішнього часу.
У первинному варіанті корпус був виконаний повністю жорстким (від паху до шолома), плечові й стегнові шарніри були так званого жорсткого сферичного типу. Роз'єм між корпусом й ранцем розташовувався у вертикальній площині і включав у себе дві фрезеровані рамки з алюмінієвого сплаву АМГ-6 — Рамку корпусу і рамку ранця. — Які були закладені в склопластикову оболонку скафандра. Рамка корпусу мала в поперечному перерізі U-подібний профіль, у який був вклеєний гумовий шланг герметизації прямокутного перерізу. У рамці ранця малося ребро (ніж), яке натискало на робочу частину шланга при закритті ранця, завдяки чому роз'єм герметизувався. На шлангу були отвори, що з'єднують його внутрішню порожнину з порожниною скафандра, у результаті чого при створенні тиску в СК, шланг додатково притискався до ножа, забезпечуючи герметичність.
Рамки роз'єму з'єднувалися з лівого боку чотирма петлями, на яких ранець міг повертатися як двері, відкриваючи вхідний люк. На рамках були 6 замків шомпольного типу, закриття-відкриття яких здійснювалося самим космонавтом у скафандрі за допомогою ручки типу важеля, розташованої праворуч нижче пояса. Для замикання замків космонавт повертав ручку проти годинникової стрілки, у верхньому положенні ручка фіксувалася.
За рекомендацією фахівців з радіаційного захисту з метою зменшення впливу на космонавта іонізуючого випромінювання при виході в космос у радіаційних поясах Землі (по ТЗ висота орбіти дорівнювала 450 і 36 000 км), корпус СК виконувався із легкоатомного матеріалу — склопластику. Відпрацювання технології та виготовлення корпусу зі склопластику проводилися в Науково-дослідному інституті пластмас за кресленнями та оснащенні НВО «Зірка».
У 1963 році були продовжені технічні випробування кисневого обладнання, патрона для поглинання вуглекислоти РПС-62 (спільно з розробником — філією НДІ-104). електродвигуна й вентилятора. У тому ж році на засіданні Міжвідомчої Науково-технічної Ради з космічних досліджень АН СРСР під головуванням заст Головного конструктора ОКБ-1 Бушуєва К. Д. НВП «Зірка» представило доповідь; «Скафандр для виходу космонавта з корабля в космічний простір» в якому були викладені основні технічні проблеми і стан справ з розробки скафандра.
Запропонована конструкція скафандрів з жорстким корпусом Радою була схвалена.
У 1964 році з урахуванням результатів випробувань першого макета корпусу були спроектовані і виготовлені 3 зразки 2-го варіанту макета корпусу СК. Два були піддані випробуванням на міцність і герметичність, а третій був використаний для виготовлення діючого макету скафандра.

## Конструкція
Скафандри типу «СКВ», що призначений для пересування людини за межами космічного корабля, являв собою скафандр «напівтвердого» типу конструкція якого включала:
- кірасу, у верхній частині якої перебувала півсфера для голови космонавта;
- задня частина кіраси служила входом для людини всередину скафандра. Цей отвір герметично закривався кришкою, внутрішня порожнина якої служила для розміщення СЖЗ;
- нижня частина кіраси з боків закінчувалася напівсферними герметичними шарнірами з нульовим опором руху. До цих шарнірів кріпилися «м'які» гофровані «ноги» скафандра, безпосередньо до яких шнурувалось взуття.

### Подальше вдосконалення
Тривали роботи з шарнірами і іншим вузлам оболонки, агрегатам СЖЗ. з випробувань матеріалів, створенню стендів для випробувань, по УПМК.
Був розроблений і випробуваний 2-ий варіант теплообмінника випарного типу з використанням вологопоглинаючого речовини, проведені лабораторні випробування регенераційної СОЖ у цілому, випробування на пожежобезпечність системи в середовищі чистого кисню.
Цьому питанню приділялася велика увага, так як при прийнятій конструктивній схемі скафандра основні агрегати СОЖ, у тому числі електрообладнання, розміщувалися в герметичній порожнині ранця, пов'язаної з заповненої киснем внутрішньою порожниною оболонки скафандра. У 1965 році був спроектований й виготовлений другий діючий макет СКВ для наземних випробувань, спроектований і виготовлений перший костюм водяного охолодження, діючі макети ряду агрегатів СЖЗ, макет УПМК. Виконаний великий обсяг розрахунків і досліджень ряду вузлів і систем скафандра (шарніри, система внутрішньої вентиляції) і СЖЗ (варіант теплообмінника сублімаційного типу, вентилятор, вимірювальний комплекс та ін.)
Результати проведених робіт з скафандра СКВ і його системам були викладені в ескізному проекті «Скафандр для виходу космонавта з корабля в космічний простір», який був відправлений замовнику (ОКБ-1) у грудні 1965 року.
Паралельно з роботами по СКВ тривало створення і м'якого варіанту скафандра для виходу в космос (умовне найменування «Орел») під керівництвом провідного конструктора С. П. Уманського.

## Результат програми
Створений у 1962 року і виготовлений діючий макет напівтвердого скафандра СКВ став на сьогодні класичним «входом» у скафандр через «двері» на спині.
СКВ («скафандр для виходу») є став прототипом для модифікацій напівжорстких скафандрів типів «Кречет» і «Орлан», розроблених згодом НВП «Зірка» для місячної програми Л3 і для довгострокових орбітальних станцій Салют, Мир та МКС.